# Postkomunizam
Postkomunizam je razdoblje političke i gospodarske transformacije ili "tranzicije" bivših socijalističkih država srednje, jugoistočne i istočne Europe i nekih država Afrike i Azije u kojima je nova vlast imala za cilj stvaranje kapitalističkih gospodarstava orijentiranih ka slobodnom tržištu. Od 1989. do 1991. u većini socijalističkih država došlo je do urušavanja postojećih upravljačkih struktura pod vodstvom komunističkih partija. Komunističke partije uspijele su zadržati vlast u Kini, Kubi, Laosu, Sjevernoj Koreji i Vijetnamu. Jugoslavija se raspala na niz odvojenih država koje su započele duge i složene međusobne ratove uglavnom na etničkoj bazi. Komunistički pokreti inspirirani sovjetskim modelom državnog socijalizma urušili su se u zemljama u kojima su bili na vlasti.

## Politika
Većina komunističkih stranaka istočnog bloka sprovodila je politiku inspirirana primjerom Sovjetskog Saveza. Nakon pada vlada pod vodstvom komunističkih stranaka 1989. godine i uvođenjem višestranačkih izbora, komunističke su se stranke uglavnom podijelile na dvije skupine: reformističke stranke socijaldemokratskog tipa i neokomunističke stranke koje su se protivile promjenama. Novostvorene socijaldemokratske stranke općenito su bile veće i politički jače od preostalih komunističkih partija, samo su u Bjelorusiji, Češkoj, Kazahstanu, Moldaviji, Rusiji i Tadžikistanu komunističke stranke ostale značajna snaga.
U zemljama zapadnog bloka mnoge su stranke koje su sebe definirale komunističkima, nakon 1989. reagirale promjenom svoje politike i zauzele umjereniji i manje radikalni stav. U zemljama poput Italije i ujedinjene Njemačke, postkomunističko razdoblje je obilježio povećan utjecaj postojećih socijaldemokratskih stranaka. Protusovjetske komunističke partije u zapadnom bloku, primjerice trockističke stranke, smatrale su da je pad Sovjetskog Saveza potvrdio njihova stajališta i predviđanja, ali ih to nije ojačalo, te su neke postale manje radikalne.

## Gospodarstvo
Nekoliko socijalističkih država već je sredinom osamdesetih godina prošlog stoljeća (dakle prije obnove kapitalizma) sprovelo ekonomske reforme koje su unutar planske ekonomije uvele neke elemente tržišno orijentiranog gospodarstva, osobito Mađarska i Poljska i Jugoslavija. Postkomunistička ekonomska tranzicija bila je pak mnogo naglija i imala je za cilj stvaranje potpuno kapitalističkih gospodarstava.
Sve te zemlje napustile su tradicionalne alate planske ekonomije i krenule prema uspostavi tržišnog gospodarstva s promjenjivim uspjehom. Iako neki teoretičari (uključujući Charlesa Paula Lewisa) naglašavaju blagotvoran učinak ulaganja multinacionalnih kompanija na ekonomski razvoj tih zemalja, reforme su imale i značajne negativne posljedice koje se još uvijek odvijaju.
Prosječni životni standard početkom 1990-ih zabilježio je katastrofalan pad u mnogim zemljama bivšeg SEV-a,  ponajviše u bivšem Sovjetskom Savezu, i ponovno je počeo rasti tek krajem desetljeća. U nekim je državama životni standard stanovništva i danas znatno gori nego što je bio 1989. (primjerice Moldavija, Srbija). Međutim, stanovništvo Češke, Mađarske i Poljske znatno je povećalo životni standard u odnosu na razdoblje planske ekonomije, a neke zemlje poput Estonije, Latvije, Litve (tzv. baltički tigrovi) i Slovačke doživjele su pravi gospodarski procvat. Velika ekonomska kriza 2009. - 2009. godine u ovim je zemljama izazvala recesiju osim u Poljskoj, koja je jedina europska zemlja u Europi koja je održala rast unatoč svjetskoj recesiji.
Danas se općenito smatra da većina postkomunističkih zemalja u Europi ima mješovita gospodarstva, ali neke države poput Estonije, Rumunjske i Slovačke često usvajaju jače politike slobodnog tržišta od zemalja zapadnog bloka, poput jedinstvenih poreznih stopa neovisno o dobiti.
Temeljni izazov u postkomunističkim ekonomijama jest da državne institucije i državne tvrtke koje bi se morale voditi logikom kapitalizma i demokracije vode političari i menadžeri educirani u doba državnog ili samoupravnog socijalizma, što dovodi do stalnih napetosti u tim tijelima u postkomunističkim državama.